# Џејмс Т. Кирк
Џејмс Тајбиријус „Џим“ Кирк (енгл. James Tiberius "Jim" Kirk) је измишљени лик из америчке научно-фантастичне франшизе Звездане стазе. Појављивао се у многим епизодама ТВ серије, филмовима, књигама, стриповима и видео-играма. Као капетан звезданог брода Ентерпрајз, Кирк предводи своју посаду у мисији истраживања делова свемира „где ниједан човек није крочио“ (енгл. „Where no man has gone before“).
Кирк, којег је у то време глумио Вилијам Шатнер, се први пут појављује у пилот епизоди серијала Звездане стазе: Оригинална серија. Назив епизоде је био „Клопка за људе“ (енгл. The Man Trap) и премијерно је приказана 8. септембра 1966. године. Шатнер је наставио да глуми Кирка у наредне три сезоне серијала, а касније је позајмио свој глас за анимирану верзију капетана Кирка у серијалу Звездане стазе: Анимирана серија (1973-1974. ). Шатнер се касније вратио улози Кирка у филму Звездане стазе: Играни филм из 1979. године и у још шест филмова ове франшизе. Крис Пајн је преузео улогу Кирка 2009. године у филму Звездане стазе, а касније и у наставку Звездане стазе: Према тами.